# Mollisia peritheciorum
Mollisia peritheciorum är en svampart som tillhör divisionen sporsäcksvampar, och som beskrevs av Lennart Holm. Mollisia peritheciorum ingår i släktet Mollisia, och familjen Dermateaceae. Arten är reproducerande i Sverige.